# Giacinto Gallina

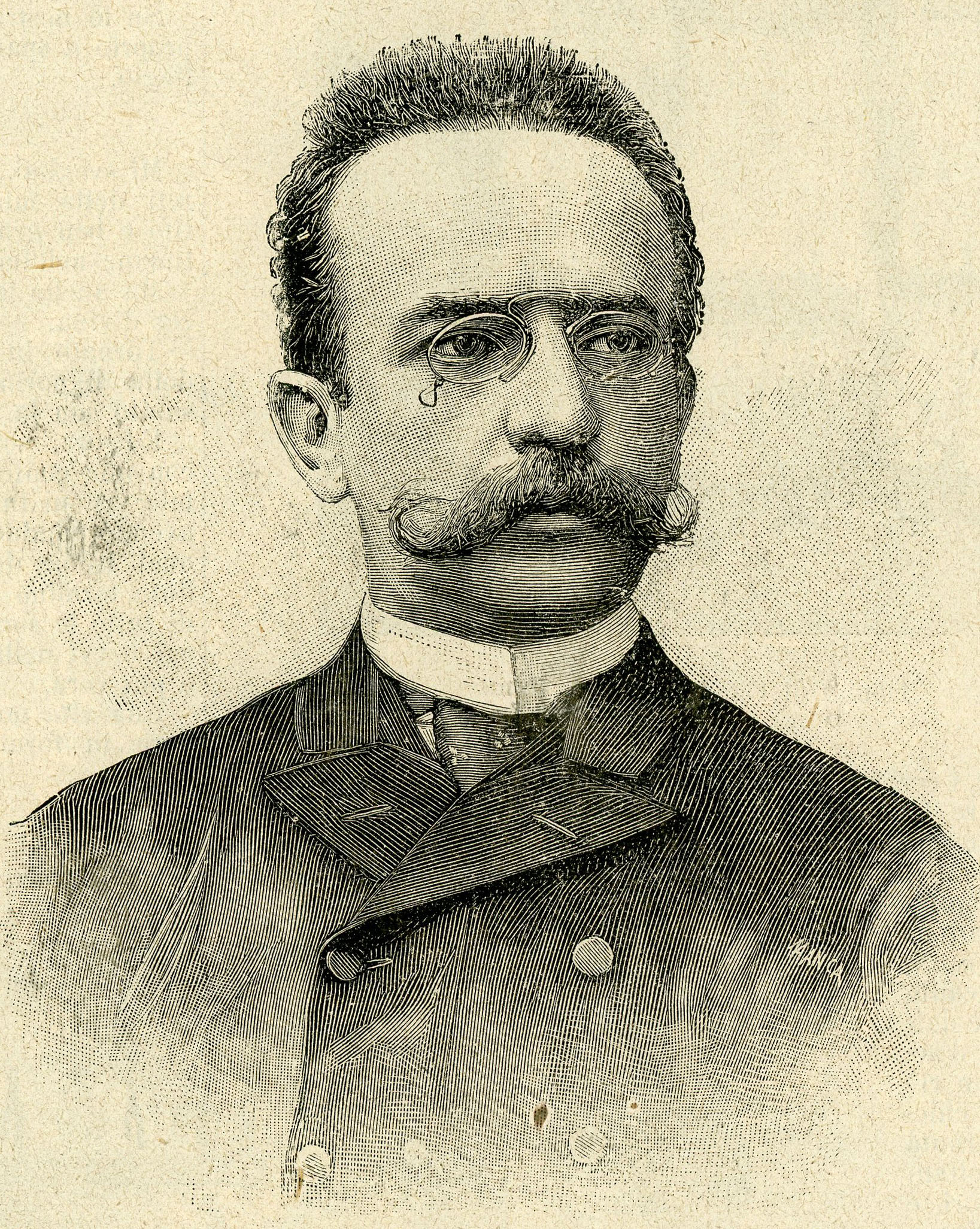
Porträt Gallinas

Giacinto Gallina (* 31. Juli 1852 in Venedig; † 13. Februar 1897 ebenda) war ein italienischer Komödiendichter. Er gilt als Fortsetzer der Tradition Carlo Goldonis.

## Leben und Werk
Geboren wurde Gallina in der Gemeinde San Giovanni in Bragora (3414 im Sestiere Castello). Seine Eltern waren Giuseppe, der städtischer Arzt war, und Anna Rota. Nach der Trennung seiner Eltern wuchs er zusammen mit seinem 1854 geborenen Bruder Enrico beim Vater auf. Er besuchte das Collegio Cestari, um danach ans Liceo Classico Marco Polo zu wechseln. Danach besuchte er das Liceo Foscarini. Allerdings wurde er mit seinem Gedicht auf Daniele Manin abgelehnt. So gab er die klassischen Studien auf und trat als Violoncellospieler ins Orchester des Teatro Malibran, er unterrichtete aber auch Klavier.
Mit 16 hatte er begonnen, sich für das Theater zu interessieren. So verfasste er eine Tragödie mit dem Titel Amore e Onestà. Erfolgreicher war jedoch seine erste Komödie, die den Titel L’Ipocrisia trug. Sie wurde überarbeitet und unter dem Titel Uno zio ipocrita am 22. Oktober 1870 aufgeführt. Am 24. März 1871 wurde sie mit großem Misserfolg im Teatro Goldoni gegeben.
Nun erst wandte er sich der Komödie in der Volkssprache, dem Venezianischen zu. Angeregt von Angelo Moro Lin, dessen Truppe er auf Lebenszeit verbunden blieb, schrieb er Le barufe in famegia (inspiriert von Goldonis La famiglia dell'antiquario). Deren Aufführung am 12. Januar 1872 war Gallinas zweiter Erfolg. Seine späteren Werke kreisten um die Krise des Adels, den Aufstieg des Bürgertums, den Traditionalismus der Gondolieri.

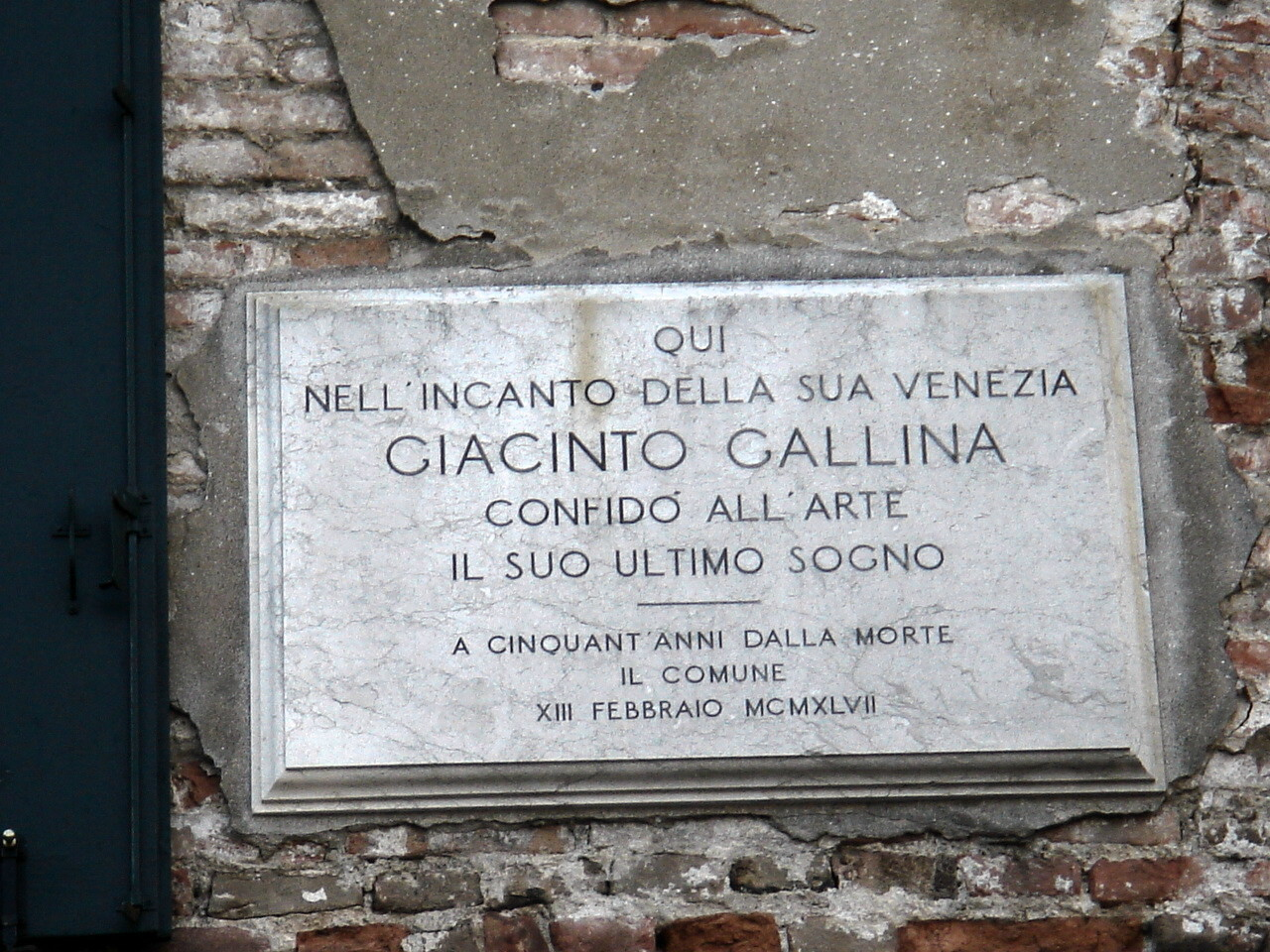
Gedenktafel für Gallina an seinem Wohnhaus nahe Rialto im Sestiere San Marco, angebracht zu seinem 50. Todestag im Jahr 1947

Doch Gallina litt bereits im Alter von kaum 40 Jahren unter Typhus, dann einem Leberabszess. Sein Freund, der Bürgermeister Riccardo Selvatico, verheiratete ihn im Krankenhaus noch mit der Künstlerin Paolina Campsi. Doch wenig später starb er. Er wurde auf San Michele beigesetzt.

## Werke
Gallina schrieb nur wenige Werke auf Italienisch (jeweils vermerkt), die meisten auf Venezianisch: 
- Uno zio ipocrita (1870, ital.)
- L’ambizione di un operaio (1871, ital.)
- Le baruffe in famegia (1872) (El moroso dela nona e le barufe in Famegia, bei F. Sacchetto, Padua 1878)
- Nissun va al monte (1872)
- Una famegia in rovina (1872)
- El fragion (1872)
- Una scimmia coi fiocchi (1874, ital.)
- Un monologo per la servetta (1876, ital.)
- El moroso de la nona (1875)
- La chitarra del papà (1875), bei F. Sacchetto, Padua 1881
- Zente refada (1875)
- Tuti in campagna (1876)
- Teleri veci (1877)
- Mia fia (1878)
- I oci del cuor (1879), als Gli occhi del cuore 1928, in 2. neubearb. Aufl. bei C. C. Buchners, Bamberg erschienen.
- Amor in paruca (1880)
- Pessi fora de aqua (gemeinsam mit Riccardo Selvatico, 1882)

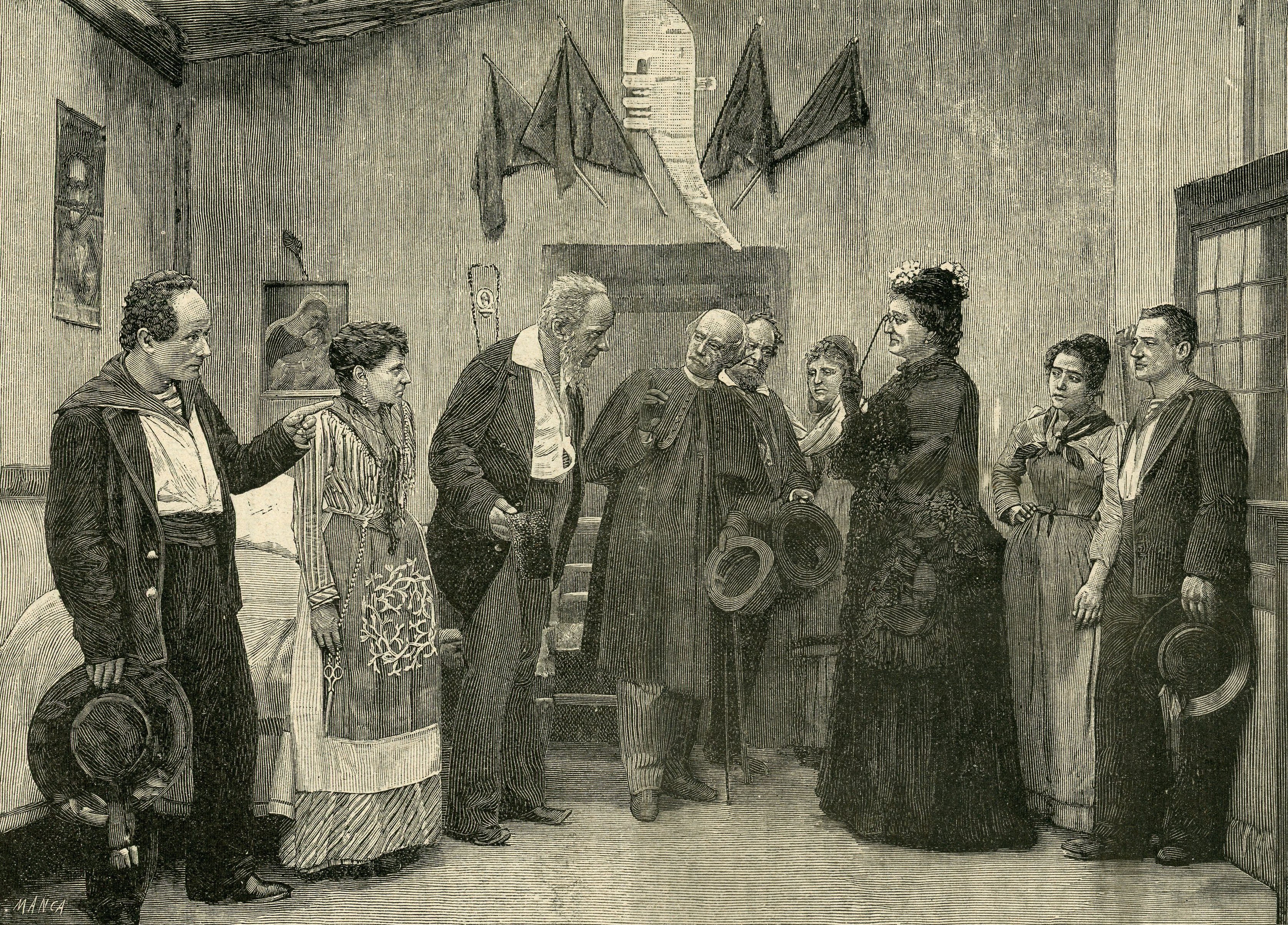
Szene aus Gallinas Hauptwerk Serenissima, 1897

- Esmeralda (1888)

- Serenissima (1891)
- Fora del mondo (1892)
- La famegia del Santolo (1892)
- Epilogo. I fioi al pare  (1893)
- La base de tuto (1894)
- Senza bussola (1897)

## Editionen
- Piermario Vescovo (Hrsg.): Giacinto Gallina, Tutto il teatro, Marsilio, Venedig 2001–2003.
  - Bd. 1: 1870–1873, LXXXIV-472 S.
  - Bd. 2: 1874–1877, VIII-440 S.
  - Bd. 3: 1878–1884, VI-532 S.
  - Bd. 4: 1888–1896, 389 S.